# Fourneville
Fourneville är en kommun i departementet Calvados i regionen Normandie i norra Frankrike. Kommunen ligger i kantonen Honfleur som ligger i arrondissementet Lisieux. År 2022 hade Fourneville 478 invånare.

## Befolkningsutveckling
Antalet invånare i kommunen Fourneville
Referens: INSEE